# Sphaerodactylus ariasae
Espèce
Sphaerodactylus ariasae est une espèce de geckos de la famille des Sphaerodactylidae. C'est l'une des plus petites espèces de reptile connues.

## Répartition
Cette espèce est endémique de l'île Beata en République dominicaine.

## Description
C'est la plus petite espèce de gecko connue au monde à l'heure actuelle (2003). Elle détrône sa cousine Sphaerodactylus parthenopion. Sa taille adulte est en effet de 16 à 18 mm, pour un poids de 0,2 g.
Cette espèce ne vit a priori que sur une petite île de la République dominicaine.

## Étymologie
Son nom d'espèce, ariasae, lui a été donné en référence à Yvonne Arias, une amie du découvreur de l'espèce.

## Voie d'extinction
Les chercheurs ayant découvert cette espèce la supposent déjà en voie d'extinction.

## Publication originale
- Hedges & Thomas, 2001 : At the Lower Size Limit in Amniote Vertebrates: A New Diminutive Lizard from the West Indies. Caribbean Journal of Science, vol. 37, n. 3-4, p. 168-173 (texte intégral).